# Calomutilla
Calomutilla (лат.) — род ос-немок (бархатных муравьёв) из подсемейства Sphaeropthalminae. Неотропика.

## Распространение
Центральная и Южная Америка.

## Описание
Мелкие пушистые осы-немки. Паразиты в гнёздах жалящих перепончатокрылых насекомых. Личинки ос-немок питаются личинками хозяев и там же окукливаются. Имаго питаются нектаром. Calomutilla близок к роду Pertyella от которого отличается узкими жвалами, с отчетливым тупым зубцом на внутреннем крае у основания; наличник с отчетливым острым зубцом на переднем крае латеральном к месту прикрепления усиков; первый тергит T1 намного короче своей ширины, с дорсального вида почти не отделяется от тергита Т2, равномерно сливаясь с ним по контуру.

## Классификация
Известно 6 видов.
- Calomutilla anceps (Mickel, 1952)
- Calomutilla cruciata (Smith, 1855)
- Calomutilla crucigera (Burmeister, 1854)
- Calomutilla panamensis Cambra, Brothers & Quintero, 2020
- Calomutilla temporalis (Gerstaecker, 1874)typus
- Calomutilla williamsi Mickel, 1952